# Mont Gerbier-de-Jonc
Der Mont Gerbier-de-Jonc ist eine der höchsten Erhebungen der Monts d’Ardèche im südöstlichen Zentralmassiv. Der Berg selbst ist ein markanter, erloschener Vulkankegel aus Phonolithgestein mit einer guten Aussicht über das Zentralmassiv.

## Lage
Der Mont Gerbier-de-Jonc liegt im Regionalen Naturpark Monts d’Ardèche etwa auf halber Strecke zwischen Aubenas (ca. 44 km Fahrtstrecke südöstlich) und Le Puy-en-Velay (ca. 45 km nordwestlich).

## Wasserscheide
An den Hängen des Berges entspringt die Loire, die bei Saint-Nazaire in den Atlantik mündet und mit 1004 km der längste Fluss Frankreichs ist. Nicht weit davon entfernt entspringt auch die Ardèche. Diese bildet in ihrem Unterlauf die eindrucksvollen Schluchten Gorges de l’Ardèche und mündet nach 125 Kilometern bei Pont-Saint-Esprit als rechter Nebenfluss in die Rhône, die ins Mittelmeer mündet.

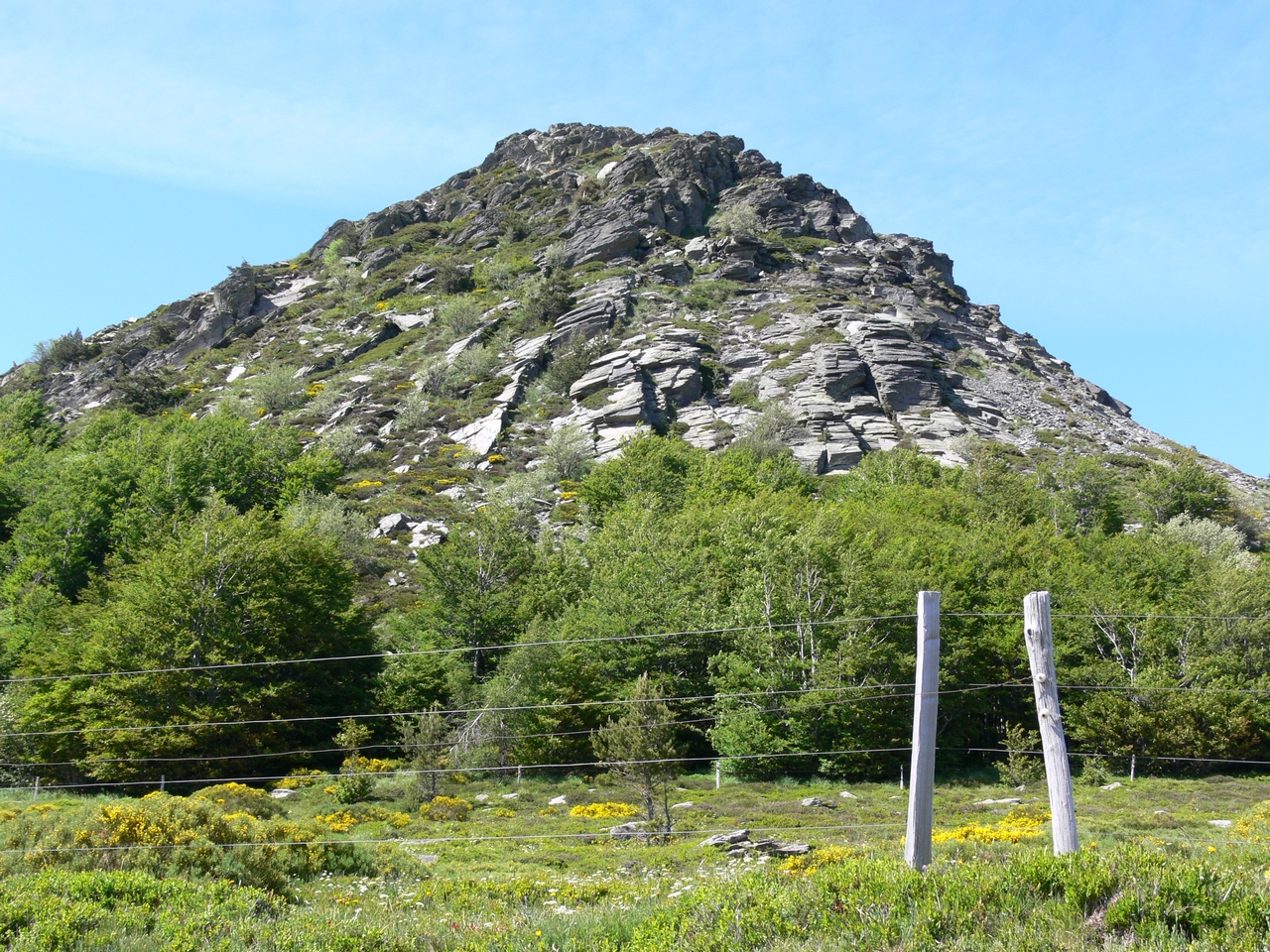
Mont Gerbier-de-Jonc – Quellberg der Loire

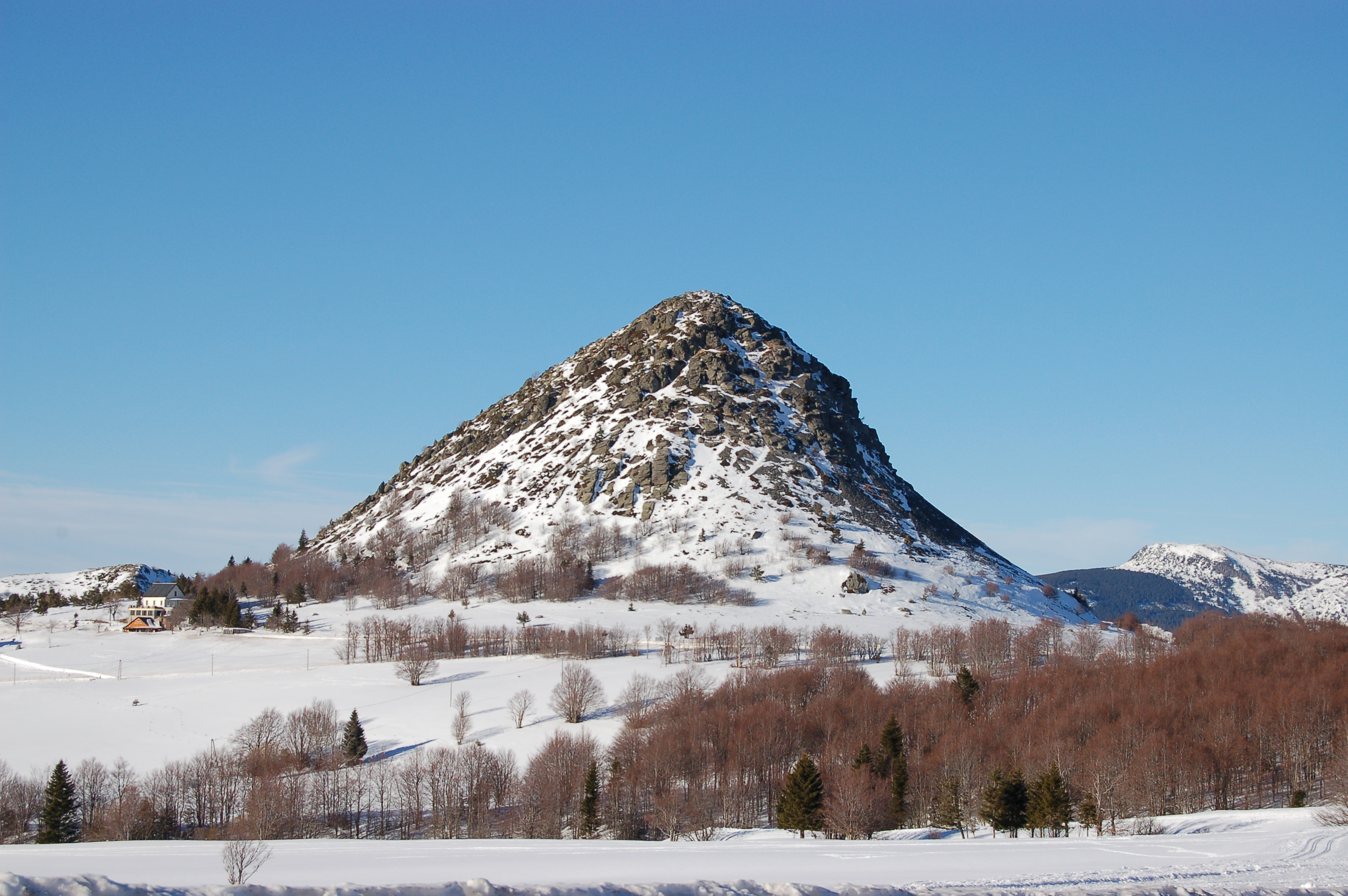
Mont Gerbier-de-Jonc im Winter